# Alexander L. Kielland (plataforma)
Alexander L. Kielland fue una plataforma de perforación semisumergible noruega que, el 27 de marzo de 1980, volcó en el campo petrolífero de Ekofisk, en el Mar del Norte, matando a 123 personas. El naufragio fue el peor desastre en aguas noruegas desde la Segunda Guerra Mundial. La plataforma, ubicada aproximadamente a 320 km al este de Dundee, Escocia, era propiedad de la Stavanger Drilling Company de Noruega y estaba alquilada a la empresa estadounidense Phillips Petroleum en el momento del desastre.

## Diseño
La plataforma fue construida como una unidad de perforación móvil en un astillero francés y entregada a Stavanger Drilling en julio de 1976. La plataforma recibió el nombre del escritor noruego Alexander Lange Kielland. Podía utilizarse para perforar o como un "flotel" semisumergible que proporcionaba alojamiento para trabajadores en alta mar. En 1978 se habían añadido bloques de alojamiento adicionales a la plataforma, de modo que se podían alojar hasta 386 personas. En 1980, la plataforma proporcionaba alojamiento en alta mar para la plataforma de producción Edda 2/7C.

## Accidente

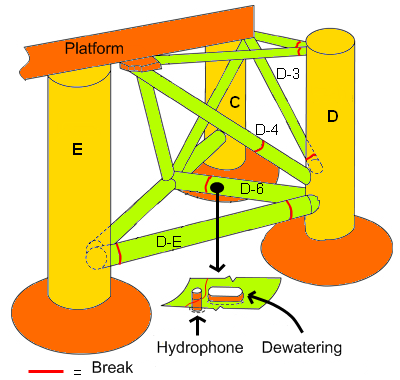
Fracturas en el lado derecho de la plataforma

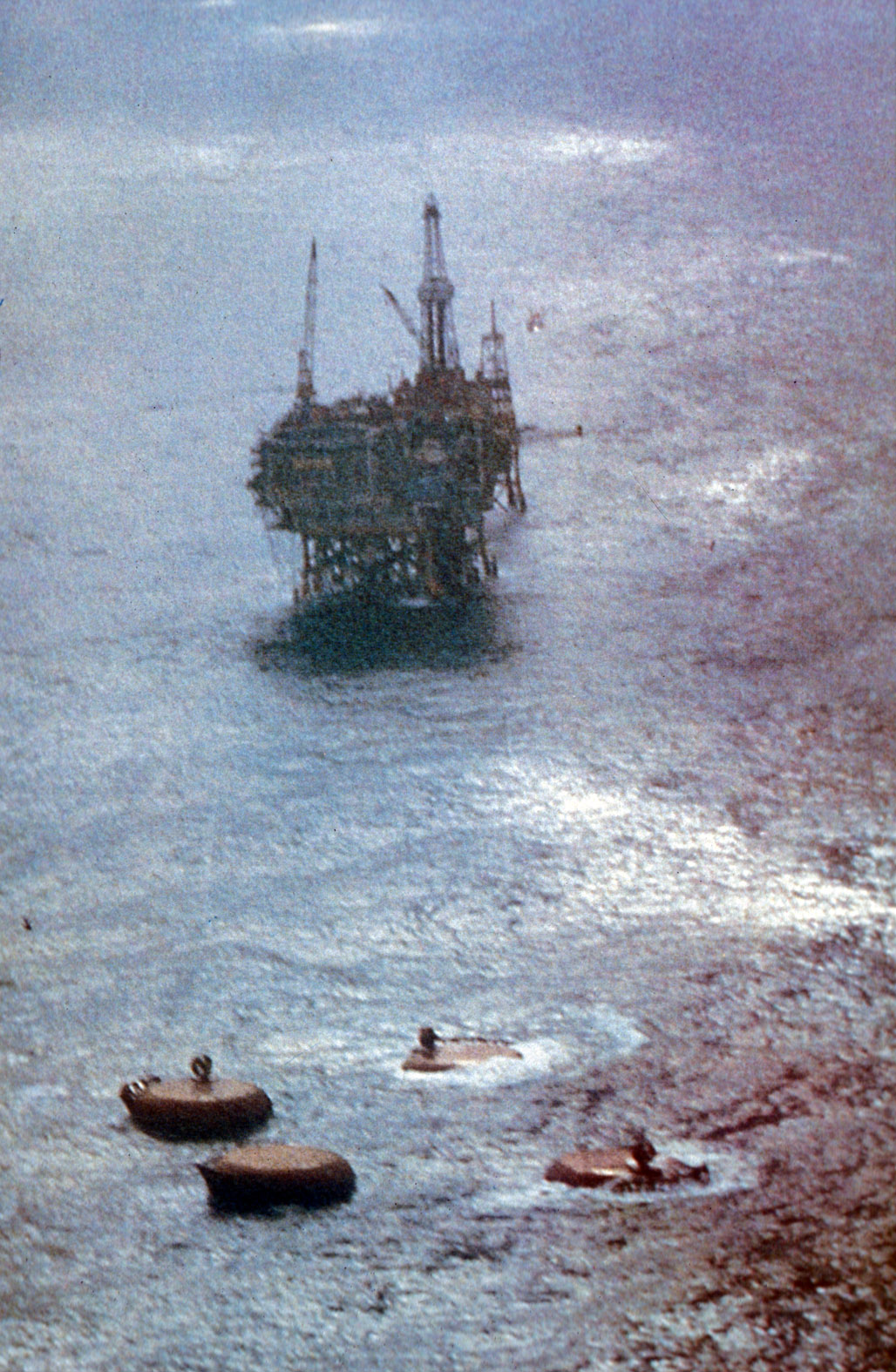
Alexander L. Kielland volcado cerca de la plataforma Edda 2/7C

A primera hora de la tarde del 27 de marzo de 1980, más de 200 hombres se encontraban fuera de servicio en el alojamiento del Alexander L. Kielland. El tiempo era lluvioso y había una densa niebla, con ráfagas de viento de hasta 40 nudos (74 km/h) y olas de hasta 12 metros (39 pies) de altura. El Kielland acababa de ser sacado de la plataforma de producción del Edda.
Minutos antes de las 18:30, los que estaban a bordo sintieron un "fuerte crujido" seguido de "una especie de temblor". De repente, el Kielland se inclinó más de 30° y luego se estabilizó. Cinco de los seis cables de anclaje se habían roto, y el único cable restante impedía que la plataforma volcara. La escora siguió aumentando y a las 18:53, el cable de anclaje restante se rompió y la plataforma volcó.
En el comedor y el cine había 130 hombres cuando se produjo el vuelco. El Kielland tenía siete botes salvavidas de 50 hombres y veinte balsas de 20. Se lanzaron cuatro botes salvavidas, pero solo uno logró soltarse de los cables de descenso (un dispositivo de seguridad no permitió la liberación hasta que se quitó la tensión de los cables). Un quinto bote salvavidas quedó a la deriva y salió a la superficie boca abajo; sus ocupantes lo enderezaron y recogieron a diecinueve hombres del agua. Dos de las balsas del Kielland se soltaron y tres hombres fueron rescatados de ellas. Dos balsas de 12 hombres fueron arrojadas desde Edda y rescataron a trece sobrevivientes. Siete hombres fueron sacados del mar por botes de suministro y siete nadaron hasta el Edda.
El barco de emergencia Silver Pit no rescató a nadie y tardó una hora en llegar al lugar. De las 212 personas que iban a bordo de la plataforma, 123 murieron, lo que lo convirtió en el peor desastre en la historia de Noruega desde la Segunda Guerra Mundial y el desastre de plataforma marina más mortífero de todos los tiempos hasta ese momento. La mayoría de los trabajadores eran de Rogaland. Alrededor de las 21:30 horas, un barco de la compañía holandesa Smitlloyd llegó al lugar. La tripulación de este barco escuchó a la gente gritar pidiendo ayuda. Maniobrando con gran precaución, el barco de Smitlloyd se encontró con una balsa salvavidas de la plataforma y, después de revisarla, la encontró vacía. Fue muy difícil llevar esta balsa salvavidas a cubierta, por lo que la tripulación la soltó. El barco de Smitlloyd encontró otras dos balsas salvavidas que también estaban vacías. La tripulación siguió escuchando a la gente gritando pidiendo ayuda, pero debido a la densa niebla no se vio a nadie. El barco de Smitlloyd permaneció en el lugar durante varios días ayudando en la operación de rescate coordinada.

## Investigación

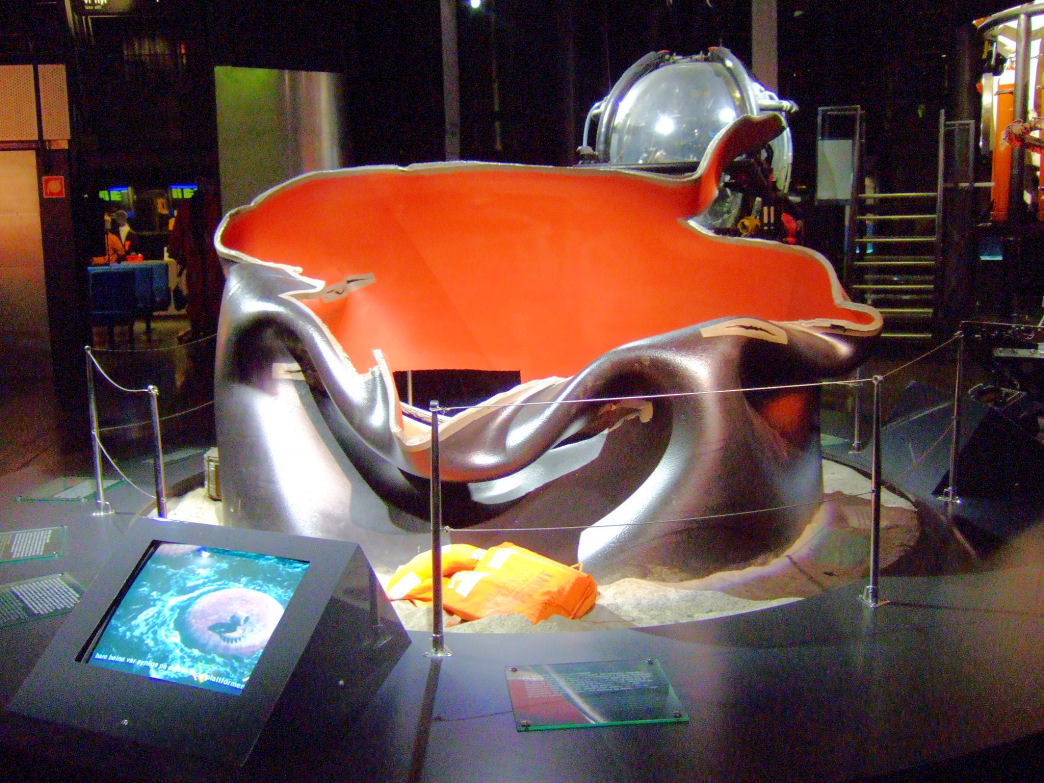
Parte del soporte que falló durante el accidente (en exhibición en el Museo Noruego del Petróleo)

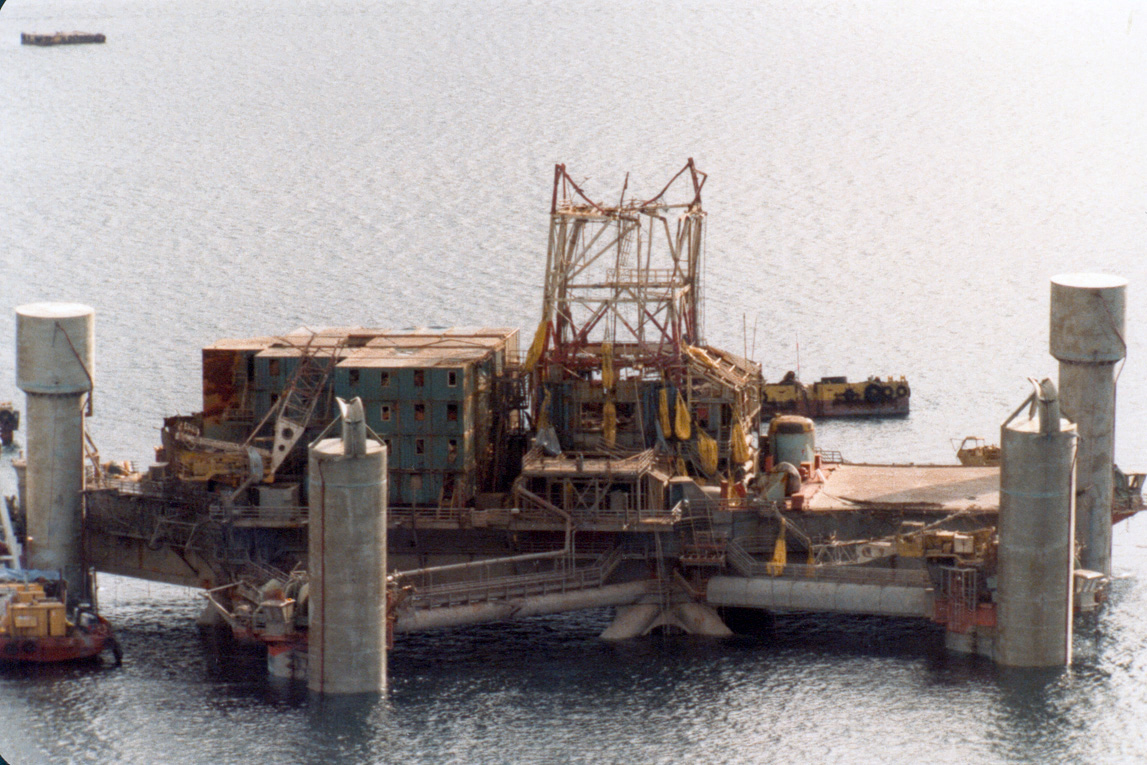
L. Kielland con pontones después del reflote

En marzo de 1981, un informe de investigación concluyó que el Kielland se derrumbó debido a una grieta por fatiga en uno de sus seis arriostramientos (arriostramiento D-6), que conectaba la pata D colapsada con el resto de la plataforma. Esto se atribuyó a una pequeña soldadura de filete de 6 mm que unía una placa de brida que no soportaba carga a este arriostramiento D-6. Esta placa de brida sostenía un dispositivo de sonar utilizado durante las operaciones de perforación. El perfil deficiente de la soldadura de filete contribuyó a una reducción de su resistencia a la fatiga.
Además, la investigación encontró una cantidad considerable de desgarros laminares en la placa de la brida y grietas frías en la soldadura de ranura subyacente. Las grietas frías en las soldaduras, el aumento de las concentraciones de tensión debido al debilitamiento de la placa de la brida, el perfil deficiente de la soldadura y las tensiones cíclicas (que serían comunes en el Mar del Norte) parecieron desempeñar un papel colectivo en el colapso de la plataforma. A juzgar por la pintura en parte de la superficie fracturada, la grieta probablemente se debió a un trabajo inadecuado durante la construcción de la plataforma en 1976. Luego, otros elementos estructurales importantes fallaron en secuencia, desestabilizando toda la estructura. El diseño de la plataforma fue defectuoso debido a la ausencia de redundancia estructural.
El Kielland fue recuperado en 1983, en el tercer intento. La plataforma fue hundida más tarde ese mismo año en el fiordo de Nedstrand, después de que se completara la búsqueda de los cuerpos desaparecidos y varias pruebas para determinar la causa del desastre.

## Galería

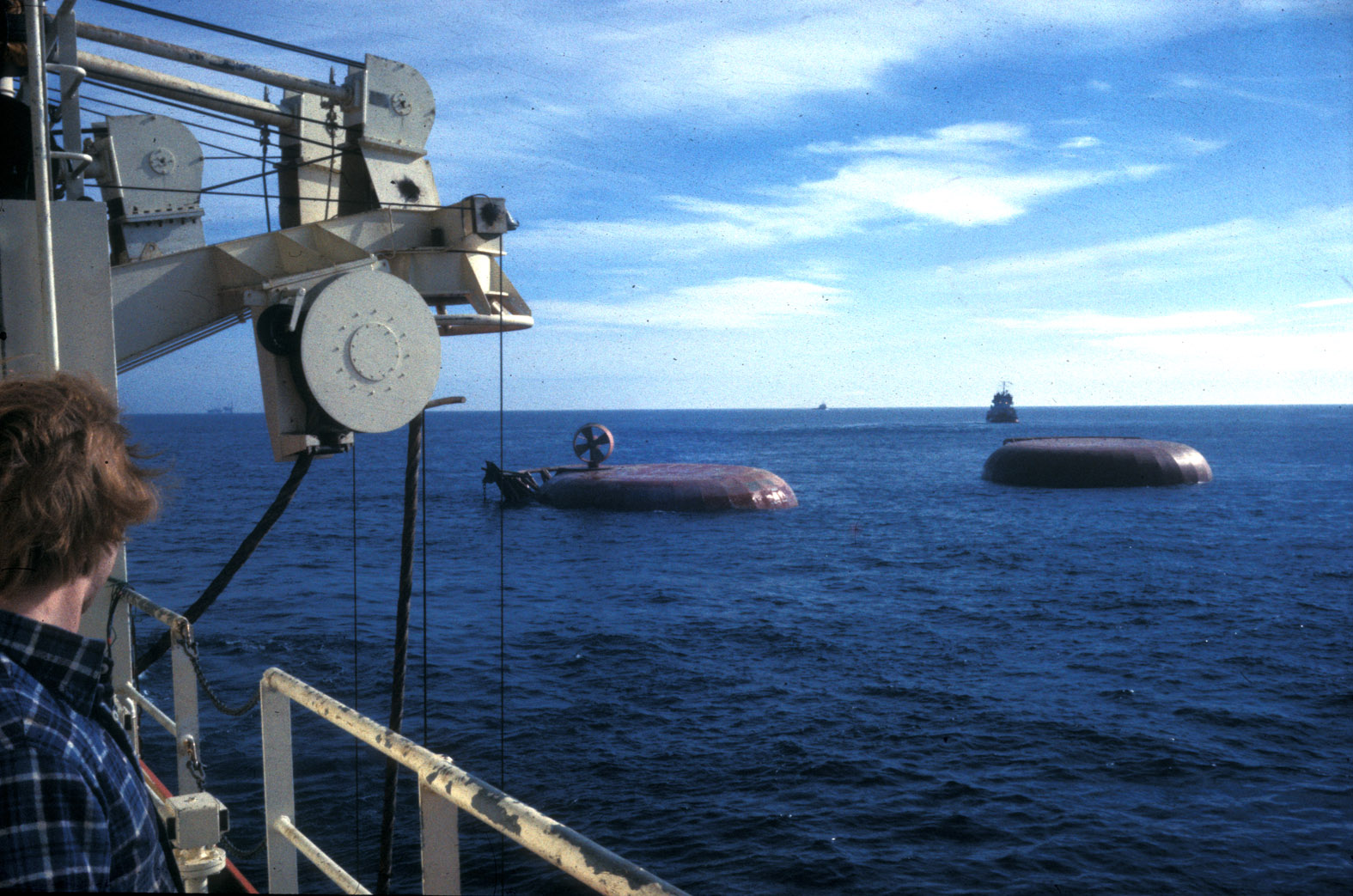
2 columnas después del naufragio del Alexander L. Kielland, vistas desde un barco
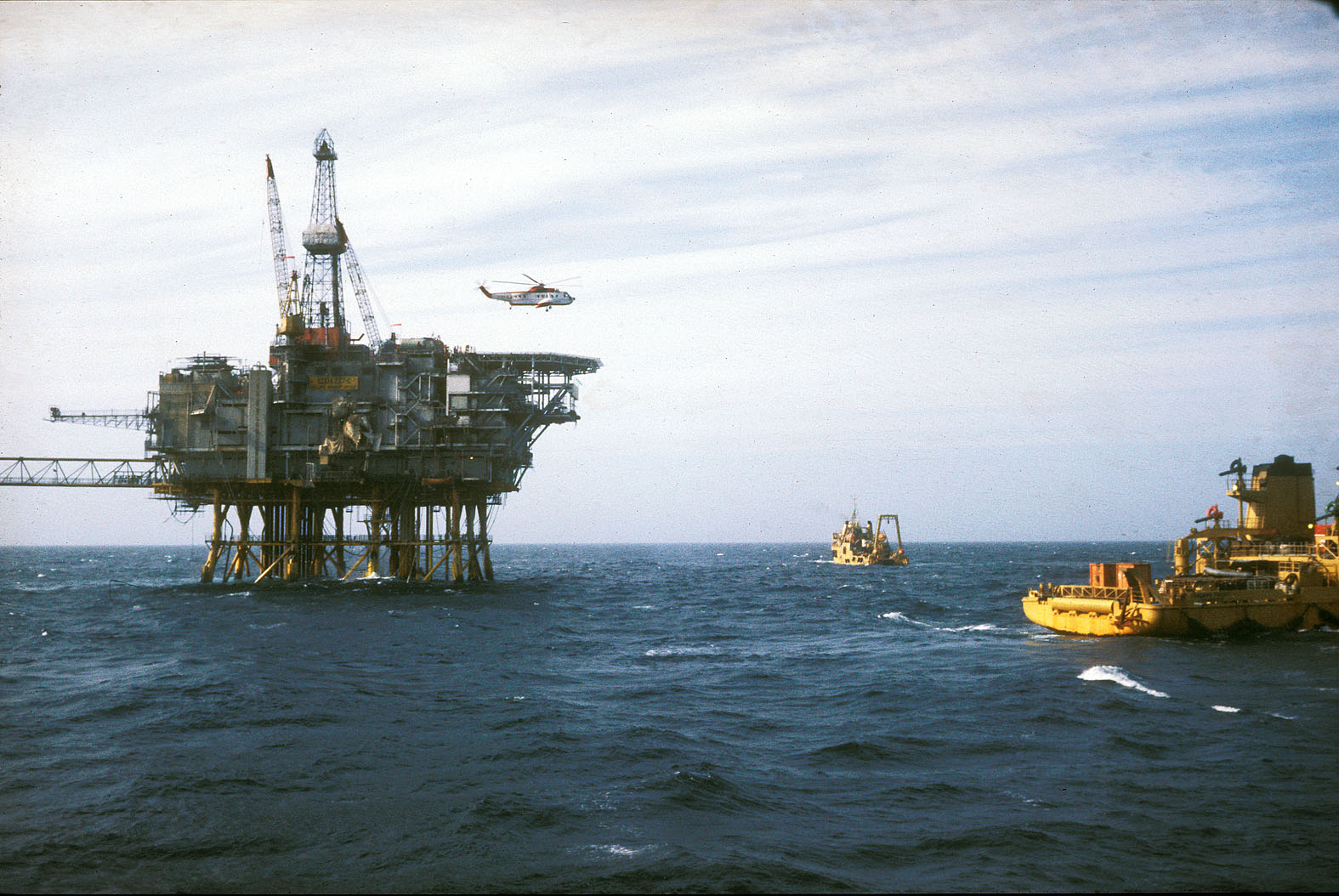
Edda 2/7C y botes de rescate tras el naufragio del Alexander L. Kielland
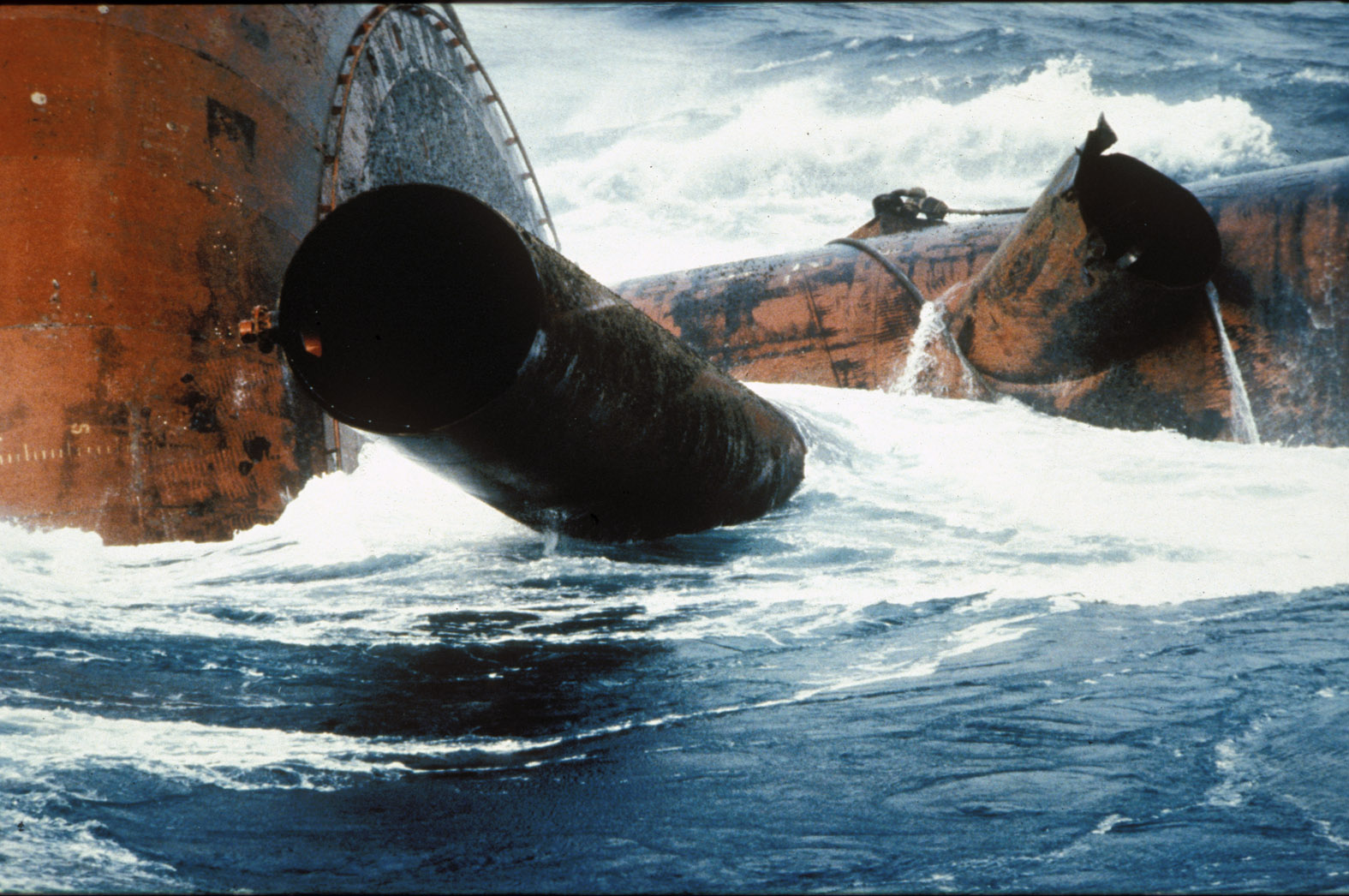
Columna D en el agua, Detalles de la fractura en el hidrófono
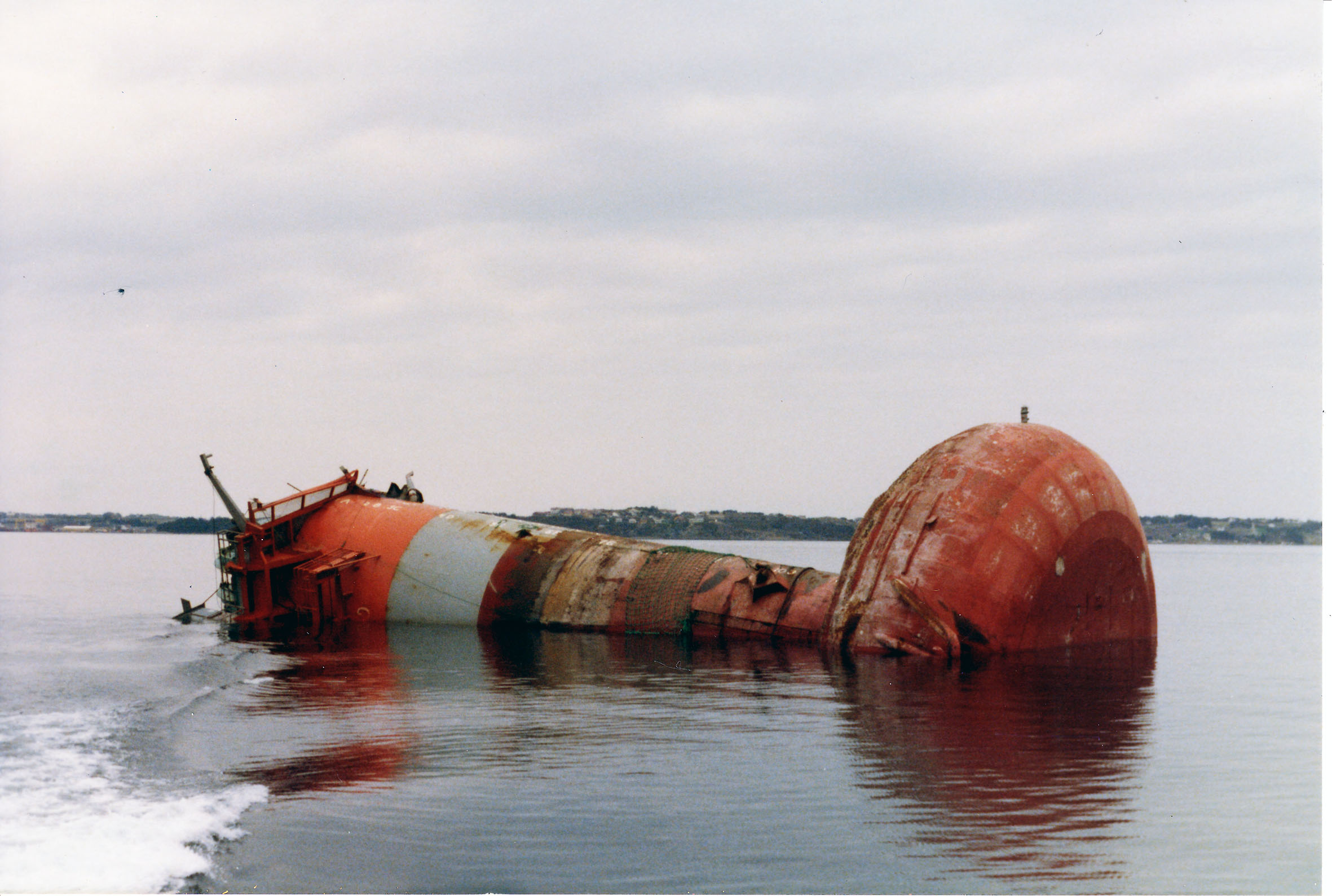
Columna D en el agua
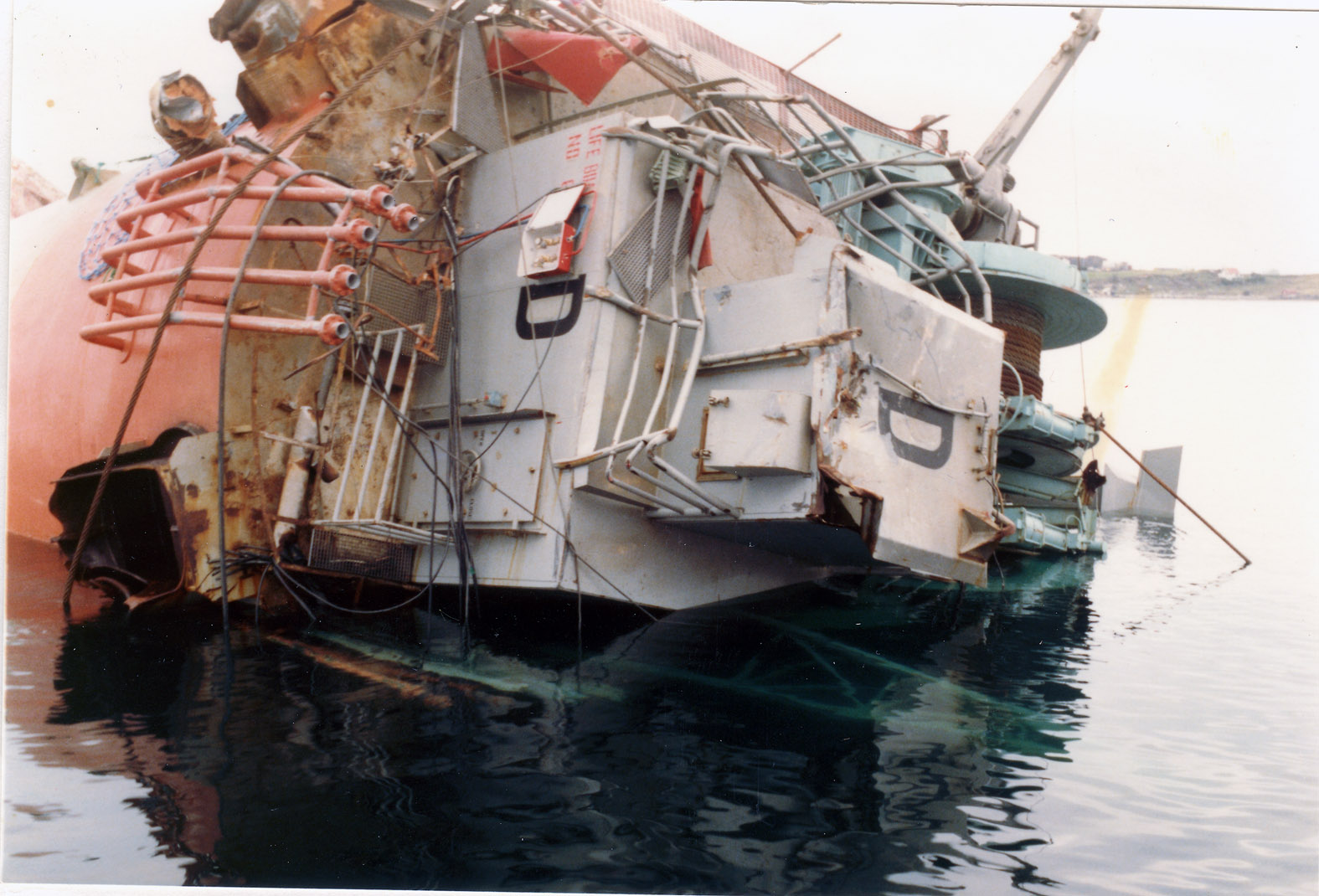
Columna D en el agua, cabeza de la columna